# Chaetaspis debilis
Chaetaspis debilis är en mångfotingart som först beskrevs av Ottis Robert Causey 1959.  Chaetaspis debilis ingår i släktet Chaetaspis och familjen spökdubbelfotingar. Inga underarter finns listade i Catalogue of Life.